# Atsushi Inaba

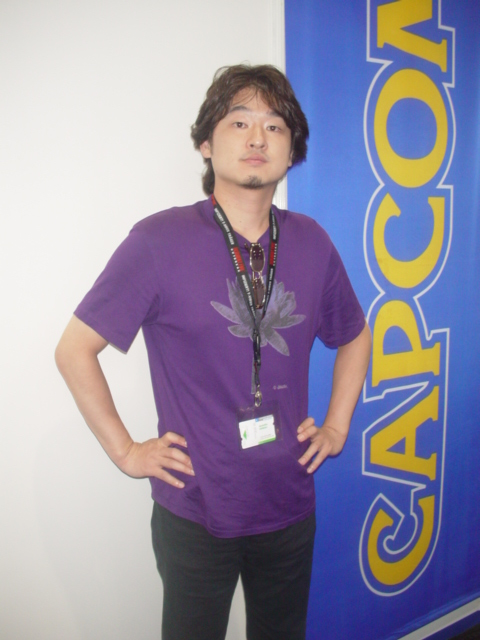
Atsushi Inaba

Atsushi Inaba (稲葉敦志 Inaba Atsushi?, nascido em 28 de agosto, 1971 em Kanazawa, Ishikawa) é um designer japonês na Platinum Games. Foi ainda um ex-CEO da subsidiária da Capcom, o estudio Clover Studio, conhecido pelos jogos Viewtiful Joe, Ōkami e God Hand.

## Projetos envolvidos
- R-Type Leo
- Samurai Shodown
- Devil May Cry
- Ace Attorney
- Steel Battalion
- Bayonetta
- Infinite Space
- MadWorld